# Aegocera rectilinea
Aegocera rectilinea är en fjärilsart som beskrevs av Jean Baptiste Boisduval 1836. Aegocera rectilinea ingår i släktet Aegocera och familjen nattflyn. Inga underarter finns listade i Catalogue of Life.